# Tiro com arco nos Jogos Pan-Americanos de 1995
As competições de tiro com arco nos Jogos Pan-Americanos de 1995 foram realizadas em Mar del Plata, Argentina. Esta foi a quinta edição do esporte nos Jogos Pan-Americanos.

## Masculino

### Recurvo individual
| POSIÇÃO | NOME                |
| ------- | ------------------- |
|         | Edwin Eliason (USA) |
|         | Vic Wunderle (USA)  |
|         | Rob Rusnov (CAN)    |

### Recurvo 30 m
| POSIÇÃO | NOME                |
| ------- | ------------------- |
|         | Vic Wunderle (USA)  |
|         | Edwin Eliason (USA) |
|         | Rob Rusnov (CAN)    |

### Recurvo 50 m
| POSIÇÃO | NOME                |
| ------- | ------------------- |
|         | Vic Wunderle (USA)  |
|         | Edwin Eliason (USA) |
|         | Rob Rusnov (CAN)    |

### Recurvo 70 m
| POSIÇÃO | NOME                |
| ------- | ------------------- |
|         | Rob Rusnov (CAN)    |
|         | Butch Johnson (USA) |
|         | Edwin Eliason (USA) |

### Recurvo 90 m
| POSIÇÃO | NOME                    |
| ------- | ----------------------- |
|         | Rob Rusnov (CAN)        |
|         | Jeannot Robitaile (CAN) |
|         | Pablo Blasgall (ARG)    |

### Recurvo por equipes
| POSIÇÃO | NOME               |
| ------- | ------------------ |
|         | USA Estados Unidos |
|         | ARG Argentina      |
|         | CAN Canadá         |

## Feminino

### Recurvo individual
| POSIÇÃO | NOME                 |
| ------- | -------------------- |
|         | Janet Dykman (USA)   |
|         | Ruth Rowe (USA)      |
|         | Marisol Bretón (MEX) |

### Recurvo 30 m
| POSIÇÃO | NOME                |
| ------- | ------------------- |
|         | Denise Parker (USA) |
|         | Janet Dykman (USA)  |
|         | María Reyes (PUR)   |

### Recurvo 50 m
| POSIÇÃO | NOME                 |
| ------- | -------------------- |
|         | Denise Parker (USA)  |
|         | Janet Dykman (USA)   |
|         | Marisol Bretón (MEX) |

### Recurvo 60 m
| POSIÇÃO | NOME                 |
| ------- | -------------------- |
|         | Denise Parker (USA)  |
|         | Ruth Rowe (USA)      |
|         | Marisol Bretón (MEX) |

### Recurvo 70 m
| POSIÇÃO | NOME                      |
| ------- | ------------------------- |
|         | Jacquelin Fernández (CUB) |
|         | Denise Parker (USA)       |
|         | Marisol Bretón (MEX)      |

### Recurvo por equipes
| POSIÇÃO | NOME               |
| ------- | ------------------ |
|         | USA Estados Unidos |
|         | CUB Cuba           |
|         | CAN Canadá         |

## Quadro de medalhas
| Posição | Nação              |    |    |    | Total |
| ------- | ------------------ | -- | -- | -- | ----- |
| 1       | USA Estados Unidos | 9  | 9  | 1  | 19    |
| 2       | CAN Canadá         | 2  | 1  | 5  | 8     |
| 3       | CUB Cuba           | 1  | 1  | 0  | 2     |
| 4       | ARG Argentina      | 0  | 1  | 1  | 2     |
| 5       | MEX México         | 0  | 0  | 4  | 4     |
| 6       | PUR Porto Rico     | 0  | 0  | 1  | 1     |
| Total   | Total              | 12 | 12 | 12 | 36    |